# باشگاه فوتبال پلاتینوم
باشگاه فوتبال پلاتینوم یک باشگاه فوتبال حرفه‌ای در زویشاوانه، استان میدلندز است که در لیگ برتر فوتبال زیمبابوه رقابت می‌کند.
این باشگاه که در سال ۱۹۹۵ تأسیس شد، تا سال ۲۰۱۰ به عنوان باشگاه فوتبال میموسا شناخته شد. در ژانویه ۲۰۱۱، نام خود را به پلاتینوم تغییر داد.

## افتخارات
- لیگ برتر: ۴
- سوپر جام: ۱